# Liste der Bodendenkmale in Bohmstedt
In der Liste der Bodendenkmale in Bohmstedt sind die Bodendenkmale der Gemeinde Bohmstedt nach dem Stand der Bodendenkmalliste des Archäologischen Landesamts Schleswig-Holstein von 2016 aufgelistet.
| Denkmal-ID           | Befundart           | Bezeichnung                        | Zeitstellung                 | Lage | Bemerkungen       | Bild |
| -------------------- | ------------------- | ---------------------------------- | ---------------------------- | ---- | ----------------- | ---- |
| aKD-ALSH-Nr. 001 163 | Grabmal > Grabhügel | Grabhügel                          | Vor- und/oder Frühgeschichte |      |                   |      |
| aKD-ALSH-Nr. 001 164 | Grabmal > Grabhügel | Grabhügel Gehege „Haaks“           | Vor- und/oder Frühgeschichte |      |                   |      |
| aKD-ALSH-Nr. 001 165 | Grabmal > Grabhügel | Grabhügel Gehege „Haaks“           | Vor- und/oder Frühgeschichte |      |                   |      |
| aKD-ALSH-Nr. 001 166 | Grabmal > Grabhügel | Grabhügel Gehege „Haaks“           | Vor- und/oder Frühgeschichte |      |                   |      |
| aKD-ALSH-Nr. 001 167 | Grabmal > Langbett  | Langbett/Steinreihe Gehege „Haaks“ | Neolithikum                  |      | = Bohmstedt LA 20 |      |
| aKD-ALSH-Nr. 001 168 | Grabmal > Grabhügel | Grabhügel Gehege „Haaks“           | Vor- und/oder Frühgeschichte |      |                   |      |
| aKD-ALSH-Nr. 001 169 | Grabmal > Grabhügel | Grabhügel Gehege „Haaks“           | Vor- und/oder Frühgeschichte |      |                   |      |
| aKD-ALSH-Nr. 001 170 | Grabmal > Grabhügel | Grabhügel                          | Vor- und/oder Frühgeschichte |      |                   |      |
| aKD-ALSH-Nr. 001 171 | Grabmal > Grabhügel | Grabhügel                          | Vor- und/oder Frühgeschichte |      |                   |      |